# Ángel Beaumont
Ángel Beaumont   (Calahorra, 7 d'octubre de 1922 - Barcelona, 27 de novembre de 1994) fou il·lustrador. Era el petit dels quatre fills del matrimoni format per Juan Gómez de Segura i d’Asunción Beaumont.
Quan tenia 9 anys va perdre la seva mare i poc després perdia el pare, fent-se’n càrrec la Conchita, la germana gran. Als 14 anys va entrar a treballar al Banc Central i poc després a una fàbrica de conserves de Calahorra. Als 18 anys marxà a Barcelona a fer el servei militar com a voluntari al cos d’aviació, essent destinat al Prat i als hidroavions del port de Barcelona, i poc després a Sabadell.
Un cop acabat el servei militar, es va casar amb Mercè Corzán Edo (22 de desembre de 1942). D’aquesta unió nasqueren dos fills, en Josep i la Marutxi. Entre els anys 1946-48 van anar a viure al barri de les Tres Torres.
L’any 1964, a resultes d’una operació de laringe, Beaumont va perdre la veu i un cop recuperada la seva salut, el matrimoni i la filla petita, Marutxi, s’establiren a Cerdanyola del Vallès l'any 1969.
L’any 1972 va crear a Cerdanyola el seu propi estudi de dibuix amb el nom de “ESTUDI BEAUMONT”, al carrer de Sant Francesc, 23; anys després va passar l’estudi al núm. 10 del mateix carrer. En aquest nou estudi arribaren a treballar fins a 30 persones. L’any 1980 va marxar a Los Ángeles (EEUU) per a passar a paper una sèrie de dibuixos animats sobre “Tarzan”.
El 24 de novembre de 1994, a l’edat de 72 anys, quan treballava fent unes targetes nadalenques a l’estudi del carrer de Sant Francesc, es va produir una forta explosió de gas i de resultes d’aquesta, va morir el dia 27 de novembre.
Fou un dels fundadors del Grup Filatèlic del Casal, autor del logo d’aquesta entitat (any 1968), i va participar en totes les exposicions filatèliques que es van fer al Casal de Cerdanyola fins a la desaparició del grup.

## La seva obra
La carrera professional de Beaumont va començar quan el 1942 un amic seu el va introduir en el món gràfic per il·lustrar i dibuixar per a la revista “EL HOGAR Y LA MODA” i també per a les revistes franceses “LA FEMME ELEGANTE” i “VOS MANTEAUX” on li varen aconsellar que signés com “BEAUMONT” el seu segon cognom que sonava més a francès. En aquella època, va col·laborar amb l’empresa CIRSA del cèlebre arquitecte Francesc Joan Barba i Corsini en el projecte de construcció del nou poble de Binibèquer (Menorca).
Va ser col·laborador de la revista “FLORITA” de l’editorial PLAZA on feia els dibuixos dels figurins de la revista i uns encunys de nines per a vestir; en honor a la seva dona Mercè va crear el personatge de “MERCHE” publicada a l’editorial Marco. L’any 1955/56 per a l’editorial Ferma va fer “D’ARTAÑAN Y LOS TRES MOSQUETEROS” i “YANKY BOYS” així com també divereses sèries de cromos com “EL MUNDO DE LOS ANIMALES”. L’any 1957 va entrar en contacte amb l'editorial Bruguera on va començar a posar tinta al còmic “EL CAPITAN TRUENO” i poc després a dibuixar-lo íntegrament durant set anys, ja que el dibuixant Miquel Ambrosio “AMBRÓS” que dibuixava aquest personatge del còmic, per desavinences amb l’editorial, va deixar la feina.
Quan va deixar Bruguera, i després de recuperar-se d'una greu malaltia, vindria a viure a Cerdanyola i aquí va crear l'Estudi Beaumont, d'on sortirien els còmics de Mazinger Z i també adaptacions de personatges com Heidi, Marco, l'abella Maya l'osset Misha, Tom Sawyer, Oliver i Benji, Willy Fogg o los Mosqueperros.
Un del últims treballs que va fer Beaumont va ser per encàrrec del Comitè Olímpic que consistia en dibuixar uns motius representatius de la ciutat de Barcelona perquè fossin la mascota olímpica. Entre els cinc dibuixos que va presentar Beaumont els de més acceptació foren en “DRAUDI”, inspirat en el drac (salamandra) d’en Gaudí al Parc Güell i “DONA I OCELL” inspirat en l’obra de Joan Miró.